# Jaubari (Gorkha)
Jaubari (Nepali जौबारी) ist ein Dorf und ein Village Development Committee in Nepal im Distrikt Gorkha auf einer Höhe von 845 m.
Jaubari liegt 12 km nördlich der Distrikthauptstadt Gorkha in den südlichen Vorbergen des Manaslu-Massivs. Der Fluss Daraudi fließt östlich an Jaubari vorbei.

## Einwohner
Bei der Volkszählung 2011 hatte Jaubari 2987 Einwohner (davon 1338 männlich) in 740 Haushalten.

## Dörfer und Weiler
Jaubari besteht aus mehreren Dörfern und Weilern. 
Die wichtigsten sind:
- Chipleti (1600 m ⊙)
- Dhansar (770 m ⊙)
- Jaubari (845 m ⊙)
- Phinamtar (600 m ⊙)
- Ratomata (810 m ⊙)